# شاهنواز بوتو
شاهنواز بوتو (21 نوفمبر 1958 - 18 يوليو 1985)؛ (بالسندية: شاھنواز ڀٽو) هو ابن ذو الفقار علي بوتو (رئيس وزراء باكستان من 1971 إلى 1977) وأمه نصرت بوتو. كان شاهناواز بوتو أصغر أطفال بوتو الأربعة. تلقى شاهناواز تعليمه في باكستان،حيث تخرج في عام 1976 وسافر لاحقًا إلى الخارج لإكمال تعليمه العالى.
كان شاهنواز يدرس في سويسرا عندما أعدم نظام ضياء الحق والده عام 1979. قبل الإعدام شن شاهنواز وشقيقه الأكبر مرتضى بوتو حملة دولية لإنقاذ حياة والدهما، ولكن دون جدوى.
تزوج الشقيقان مرتضى بوتو وشهناواز بوتو من شقيقتين. بعد التورط المزعوم لزوجة شاهناواز ريحانة في مقتل شهناواز، طلق مرتضى بوتو زوجته.
في 18 يوليو 1985 عُثِر على شاهنواز البالغ من العمر 26 عامًا ميتًا في كان في فرنسا في ظروف غامضة، وكانت عائلة بوتو تعتقد اعتقادًا راسخًا أنه تعرض للتسمم. لم يُقدم أحد إلى المحاكمة بتهمة القتل، لكن اعتبرت السلطات الفرنسية زوجته ريحانة مشتبهًا بها، وظلت رهن الاحتجاز لبعض الوقت. وثبت أنها غير مذنبة وسُمح لها فيما بعد بالسفر، وذهبت إلى الولايات المتحدة. وعزا الإعلام الباكستاني الذي كان تحت سيطرة ضياء وفاته إلى تعاطي المخدرات والكحول.
وأقيمت جنازته في استاد لاركانا الرياضي بحضور ما يقدر بنحو 25000 شخص. وتعيش ابنته ساسي بوتو مع والدتها في الولايات المتحدة.